# Thorvaldsen (film)
|  | Denne artikel er oprettet af botten PalnaBot ud fra en ekstern database. Den kan derfor have sproglige fejl eller mangler. Denne skabelon kan fjernes efter kontrol af indholdet. |

 For alternative betydninger, se Thorvaldsen. (Se også artikler, som begynder med Thorvaldsen)
Thorvaldsen er en film instrueret af Carl Th. Dreyer efter manuskript af Carl Th. Dreyer.

## Handling
Filmen viser en række af Thorvaldsens berømte værker: Thorvaldsens egen portrætstatue og statuerne Håbet, Hebe, Amor og Psyche, Venus med æblet, Merkur, Achilles og Penthesilea samt reliefferne: Gratierne lyttende til Amors sang, Amor og Hymen, Amor klager for Venus over stikket af en bi, Hylas røves af flodnymferne, Natten, Dagen, Caritas, Priamus bønfalder Achilles om Hectors lig. Desuden vises udsmykning af Vor Frue Kirke i København, såvel relieffet på gavlfeltet, Johannes Døberen prædiker, som Kristus og De tolv Apostle i selve kirkerummet.